# Palácio do Grão-Duque Miguel
O Novo Palácio Miguel (em russo: Ново-Михайловский дворец) foi o terceiro palácio de São Petersburgo projetado por Andrei Stackenschneider para os filhos de Nicolau I da Rússia. Foi construído entre 1857 e 1862 no Cais do Palácio, entre os edifícios do Museu Hermitage (a oeste) e o Palácio de Mármore (a leste).
O palácio foi encomendado pelo Grão-Duque Miguel Nikolaevich da Rússia por ocasião de seu casamento com Cecília de Baden. O projeto é uma mistura do revivalismo das citações do renascimento, do barroco, e dos estilos de Luís XVI. Os interiores rococó são ornamentados e arejados. A estatuária é de David Jensen e algumas das pinturas são por Michael Zichy.
Uma ala residencial do palácio (a chamada Asa do Equador) beira a Rua Millionnaya. Sua decoração não é tão revoltosa, mas a fachada curvilínea distintiva reflete o estilo italiano da década de 1740. A asa tem sua origem no palácio barroco do chanceler Tcherkassky, cujo projeto foi atribuído a Piotr Yeropkin.
Após a Revolução Russa, o palácio abrigou um ramo da Academia Comunista. Então em 1949, o palácio foi ocupado pelo Instituto de Estudos Orientais (IOS), mais tarde o ramo de Leningrado do IOS, e é ocupado atualmente por seu sucessor, o Instituto de Manuscritos Orientais.
O edifício está bem preservado graças a um grande esforço de restauração entre 2005 e 2009. Os antigos estábulos foram recentemente reconstruídos com fundos fornecidos por Qaboos bin Said Al Said, a fim de abrigar cerca de 1.000.000 livros orientais e manuscritos da coleção do instituto.